# East Palestine
East Palestine är en ort i Columbiana County i Ohio. Vid 2010 års folkräkning hade East Palestine 4 721 invånare.

## Kända personer från East Palestine
- J.T. Miller, ishockeyspelare